# Rosa bella
Rosa bella ist eine Pflanzenart aus der Gattung Rosen (Rosa) innerhalb der Familie der Rosengewächse (Rosaceae). Sie kommt in China vor.

## Beschreibung

### Erscheinungsbild und Blatt
Rosa bella wächst Strauch und erreicht Wuchshöhen von 1 bis 3 Metern. Die Zweige sind stielrund und relativ dünn. Die zerstreut stehenden Stacheln sind bis zu 1 Zentimeter lang, stielrund und gerade oder leicht gekrümmt und verschmälern sich abrupt zu ihrer Basis. Ältere Zweige sind oft stark mit Borsten bewehrt.
Die wechselständig angeordneten Laubblätter sind in Blattstiel und Blattspreite gegliedert und insgesamt 4 bis 11 Zentimeter lang. Blattstiel und Blattrhachis sind kahl oder spärlich flaumig behaart und stachelig oder spärlich drüsig behaart und kurz-stachelig. Die Blattspreite ist unpaarig gefiedert mit selten fünf, meist aus sieben oder neun Fiederblättchen. Die Fiederblättchen sind bei einer Länge von 1 bis 3 Zentimetern sowie einer Breite von 0,6 bis 2 Zentimetern elliptisch, eiförmig oder länglich fast gerundeter Basis, spitzem oder gerundet-stumpfem oberen und einfach gesägten Rand. Die Fiederblättchen sind beiderseits kahl oder auf der Unterseite entlang der Blattadern spärlich flaumig und drüsig-flaumig behaart. Die zwei relativ breiten Nebenblätter sind auf dem größten Teil ihrer Länge mit dem Blattstiel verwachsen. Der freie Teil der Nebenblätter ist kahl, eiförmig mit spitzem oberen Ende und drüsig gesägten Rand.

### Blüte und Frucht
Die Blütezeit reicht in China von Mai bis Juli. Die Blüten stehen einzeln oder zu zweit bis dritt in kleinen Büscheln auf einem 5 bis 10 mm langen Blütenstiel. Die kahlen Tragblätter sind eiförmig-lanzettlich mit zugespitztem oberen Ende und drüsig-gesägten Rand.
Die mittelstark gut duftenden, zwittrigen Blüten sind bei einem Durchmesser von 2 bis 5 Zentimetern radiärsymmetrisch und fünfzählig mit doppelter Blütenhülle. Der Blütenbecher (Hypanthium) ist ellipsoid-eiförmig. Die fünf laubblattähnlichen Kelchblätter sind eiförmig-lanzettlich, ganzrandig mit gestielten Drüsen auf der Unterseite und die Oberseite ist dicht flaumig behaart. Die fünf freien violett- bis rosafarbenen Kronblätter sind verkehrt-eiförmig mit keilförmiger Basis und ausgerandeten oberen Ende. Die vielen Staubblätter sind viel länger als die Griffel. Die freien Griffel sind dicht zottig behaart.
Die bei Reife dunkelroten, bocksbeutelförmigen Hagebutten sind bei einem Durchmesser von 1 bis 1,5 Zentimetern ellipsoid-eiförmig mit einem kurzen Kragen am oberen Ende; sie können mit gestielten Drüsen behaart sein. Die Hagebutte ist von den haltbaren Kelchblättern gekrönt. Die Hagebutten reifen in China von August bis Oktober.

## Systematik, botanische Geschichte und Verbreitung
Die Erstbeschreibung von Rosa bella erfolgte 1915 durch Alfred Rehder und Ernest Henry Wilson in Plantae Wilsonianae an enumeration of the woody plants collected in Western China for the Arnold-Arboretum of Harvard University during the years 1907, 1908 and 1910 by E.H. Wilson edited by Charles Sprague Sargent ..., Volume 2, 2, S. 341–342. Das Artepitheton bella ist vom lateinischen Wort bella für schön abgeleitet. Sie wurde 1910 im nordwestlichen chinesischen Provinz Shanxi gefunden und Samen (mit der Sammelnummer 314) wurden von William Purdom zum Arnold-Arboretum der Harvard-Universität Massachusetts geschickt. Aus diesen Samen wurden im Arnold-Arboretum Exemplare kultiviert, die dann als Typusmaterial im Juni 1915 die Grundlage der Erstbeschreibung sind.
Rosa bella gehört zur Sektion Cinnamomeae in der Untergattung Rosa innerhalb der Gattung (Rosa).
Rosa bella gedeiht im Gebüsch an Flussufern und am Fuß von Bergen in Höhenlagen von bis etwa 1700 Metern in den chinesischen Provinzen Hebei, Henan, Jilin und Shanxi.
Es gibt zwei Varietäten der Art Rosa bella Rehder & E.H.Wilson:
- Rosa bella Rehder & E.H.Wilson var. bella (Syn.: Rosa bella f. pallens Rehder & E.H.Wilson): Sie kommt im gesamten Verbreitungsgebiet dieser Art vor. Die Blüten weisen einen Durchmesser von 4 bis 5 Zentimetern auf. Der Blütenstiel sowie Blütenbecher ist drüsig-flaumig behaart.[1]
- Rosa bella var. nuda T.T.Yu & Tsai: Sie gedeiht in Sträuchern nur in Song Shan im nördlichen-zentralen Henan sowie in Zhongnan Shan im südlichen-zentralen Shaanxi. Die Blüten weisen einen Durchmesser von 2 bis 3 Zentimetern auf. Der Blütenstiel sowie Blütenbecher ist kahl und nicht drüsig-flaumig behaart.[1]

## Nutzung
Rosa bella ist eine Wildrose mit mittelstarken guten Duft und wird als Zierpflanze verwendet.
Die ätherischen Öle der Blüten werden zur Gewinnung von Rosenöl verwendet. Aus den Hagebutten der Rosa bella wird Marmelade gewonnen. Blüten und Früchte werden medizinisch genutzt.